# Biwi No. 1
Pour plus de détails, voir Fiche technique et Distribution.
Biwi n°1 est un film indien réalisé par David Dhawan, sorti en 28 mai 1999
Le film, qui met en vedette Salman Khan, Karisma Kapoor, Sushmita Sen, Anil Kapoor et Tabu, a été un gros succès au box office indien.

## Synopsis
Prem (Salman Khan), marié et père de deux enfants, trompe sa femme avec le top model Rupali (Sushmita Sen). Il préfère Rupali à sa femme Pooja (Karishma Kapoor) car Rupali est moderne ...

## Fiche technique
- Titre : Biwi n°1
- Titre original :
- Réalisation :	David Dhawan
- Scénario :
- Photographie :
- Montage :
- Musique : Anu Malik
- Direction artistique :
- Décors :
- Costumes :
- Son :
- Producteur :
- Société de production :
- Société de distribution :
- Budget :
- Pays d'origine :  Inde
- Langue : Hindi
- Format :
- Genre :
- Durée :
- Dates de sortie :  
  -  Inde : 28 mai 1999

## Distribution
- Salman Khan : Prem
- Karishma Kapoor : Pooja
- Sushmita Sen : Rupali
- Anil Kapoor : Lakhan
- Tabu : Lovely

## Box Office
- Inde : 926 300 000 millions de roupies le film se classe a la neuvième position, le film fut acclamé par le public et la critique[1].

## Nominations et récompenses

### Récompenses
- Filmfare Award de la meilleure actrice dans un second rôle - Sushmita Sen
- Prix Star Screen du meilleur acteur dans un second rôle - Anil Kapoor
- Screen Award Étoile de la meilleure actrice dans un second rôle - Sushmita Sen

### Nominations
- Filmfare Award du meilleur film - David Dhawan
- Filmfare Award du meilleur réalisateur - David Dhawan
- Filmfare Award de la meilleure actrice - Karisma Kapoor
- Filmfare Award du meilleur acteur dans un rôle comique - Anil Kapoor
- Filmfare Award du meilleur acteur dans un rôle comique - Salman Khan
- Filmfare Award de la meilleure musique - Anu Malik